# San Benedetto fuori Porta San Paolo
De San Benedetto fuori Porta San Paolo is een kerk in Rome, gelegen nabij de Porta San Paolo, aan de Via del Gazometro 23 en gewijd aan de heilige Benedictus.
De kerk die - naar de nabij gelegen gashouder ook wel de San Benedetto al Gazometro wordt genoemd, werd gebouwd op last van paus Pius X, die een kerk wilde bouwen om in de zielzorg voor de - ten gevolge van nieuwbouw - steeds groeiende bevolking van de wijk Ostiense, te voorzien. Pius stierf evenwel voordat met de bouw kon worden begonnen. Zijn opvolger, paus Benedictus XV nam meteen de bouw ter hand. Hij stierf evenwel voordat de kerk gereed was. Pas in 1925 - onder paus Pius XI was de kerk klaar. In de apostolische constitutie Nostri Pastoralis Officii verleende hij de kerk de status van parochie.
De kerk is sinds 1988 een titeldiaconie. Titelfunctionaris was sindsdien:
- 1988-1999: Achille Silvestrini (1999-2019: pro hac vice titelkerk)